# Gindibu
Gindibu foi um governante do Reino de Qedar, quem dirigiu às forças árabes na Batalha de Qarqar (853 a.C.), como aliado de Ben Haddad, rei do estado arameo de Damasco, enquanto lutavam contra Asiria. Aparece no monolito de Karkh, no que um escreva asirio registou uma descrição do tamanho das forças inimigas que se enfrentavam ao rei Salmaneser III, e um registro que contém "a primeira referência conhecida dos árabes como um grupo diferenciado". Pouco mais sabe-se de Gindibu ou os árabes de seu tempo.

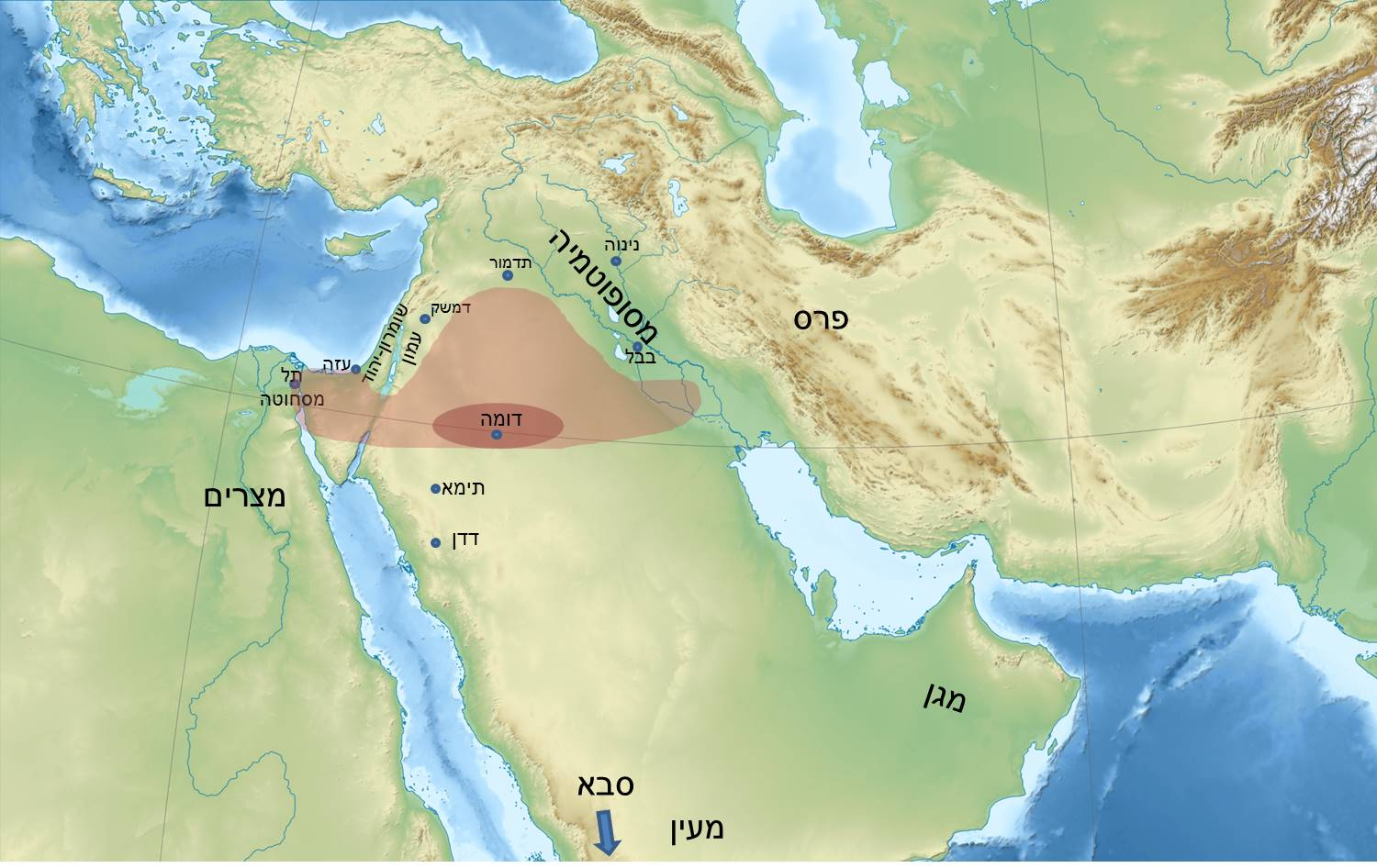
Meio Oriente no século V a.c. As zonas em vermelho marcam a extensão do Reino de Qedar

## Documentação arqueológica
O nome de Gindibu aparece só uma vez num monumento de pedra escrito durante o reinado do rei asirio Salmanasar III, e foi encontrado em escavações arqueológicas no ano 1861, para perto de a aldeia curda de Kurdish, no sudeste de Turquia. Esta lápida provavelmente foi realizada a fins do 853 a. C., ou princípios do 852 a. C., e descreve as actividades de Salmanaser III em seus primeiros seis anos de governo, desde o ano 859 a. C.

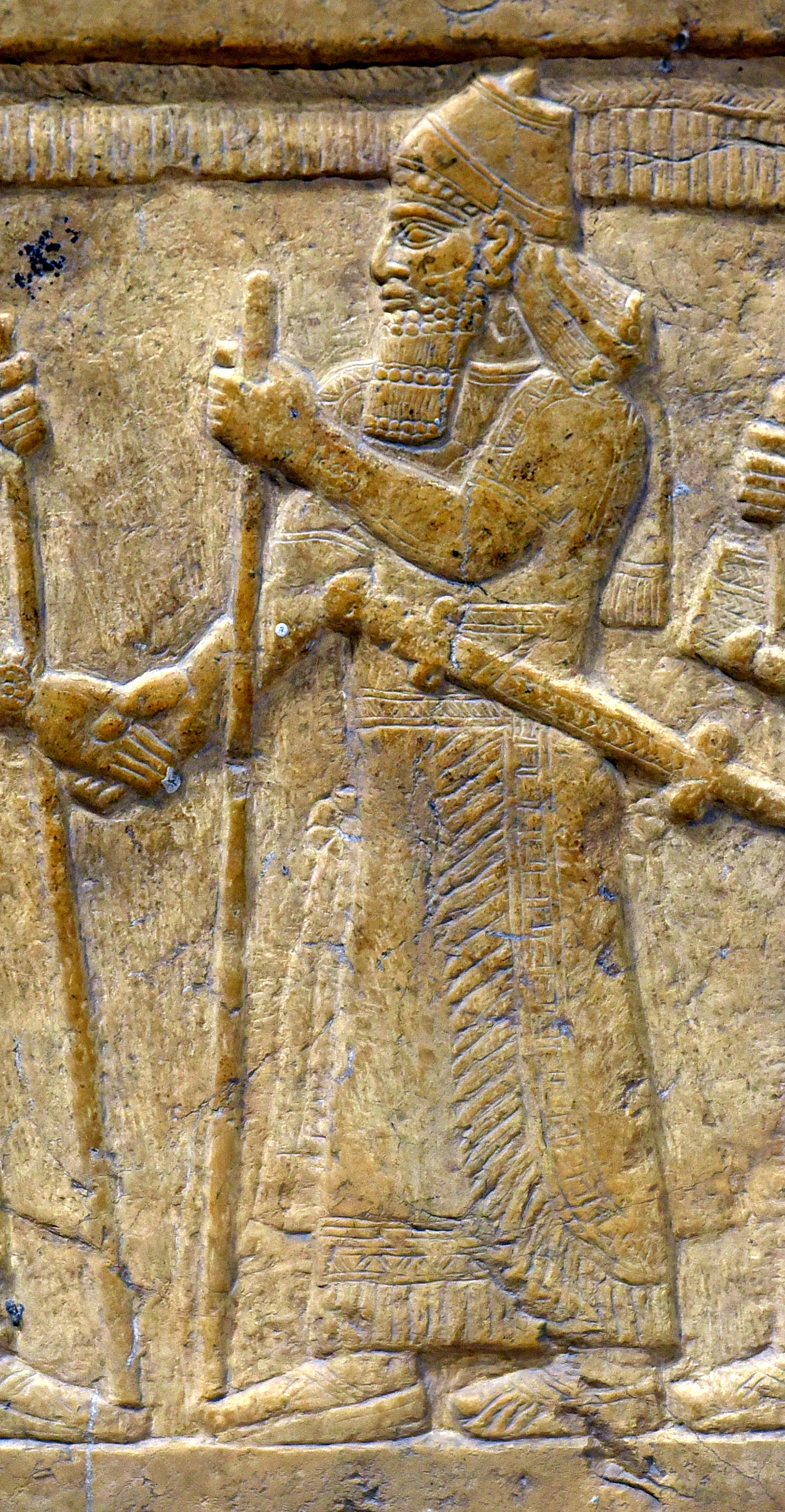
Bajorrelieve do rei asirio Salmanasar III

Entre os eventos descritos em sua situação também se mostra a campanha de guerra do rei asirio contra uma coalizão de reis que se uniu contra ele no Império Ocidental baixo a liderança das hospedeiras do exército, o rei de Hamat, e a participação de outros reis na região, como Hadadazer de Damasco e Ajab de Israel. A campanha de guerra terminou numa batalha.
Os participantes na batalha também incluem ao "árabe Gindibu": 
"... 1,200 carroças, 1,200 caballeros, 20,000 de Hadadazer de Damasco; 700 carroças, 700 caballería, 10,000 legiones de milicianos de Hamat; 2,000 carroças, 10,000 pernas de Ajab de Israel; 500 soldados ; 1,000 soldados de Egipto; 10 carroças, 10,000 soldados de Arak; 200 soldados de Haredi o árabe; 200 soldados de Osnatu; 30 carroças; 000 soldados de [...] Adenbel de Sina; 1,000 camelos de Gindibu o árabe;... soldados da erva. Um filho de uma rua de rápido movimento; estes 12 reis ajudaram-se. Enfrentaram-se a mim para a batalha e a guerra ... "
Segundo o estado da guerra, Salmaneser III derrotou à Coalizão dos Reis, mas baseando no facto de que teria que lutar novamente na mesma área nos anos seguintes, os pesquisadores acham que os resultados da batalha não foram concluyentes.
Para além desta documentação não há informação nos achados arqueológicos ou outros textos sobre Gindibu. A menção de Gindibu de um líder árabe é em realidade a primeira vez nos textos que se encontram em escavações arqueológicas o nome de um líder árabe e o termo "árabe" em general.

## Etimología
O nome Gindibu é a versão de seu nome em idioma acadio, no que se escreveu uma lápida. Os pesquisadores estimam que seu nome original era Gundub, Gindub ou Gundab.  A palavra árabe significa saltamontes. O uso do nome de animais para os nomes das pessoas é bem difundido nos idiomas semíticos, já que tais figuras se conhecem na Biblia: Raquel (ovelha), Caleb (cão), Elanathan Ben-Ajbor (rato), etc.

## Reinado

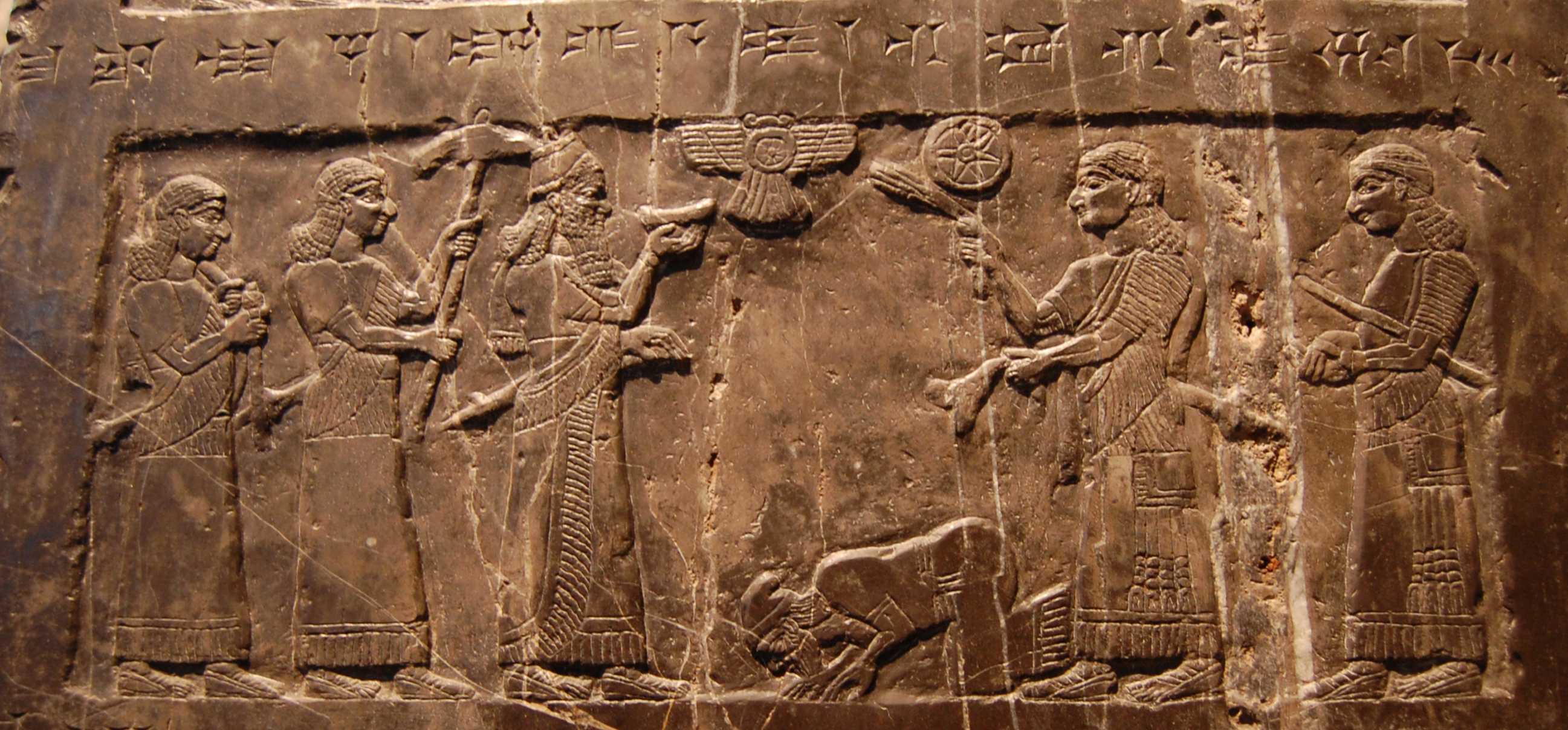
O Obelisco Negro de Salmanasar III, onde se representa ao rei Jehú de Israel servindo e lhe entregando tributos

Devido à completa falta de informação sobre Gindibu para além de sua breve menção da necessidade, não se sabe nada sobre seu estado oficial, o área na que se encontrava e as circunstâncias de sua participação no conflito asirio em meados do século IX a. C. No entanto, sobre a base da análise de outros documentos asirios, os académicos formularam uma avaliação dos problemas. Em seu estudo dos árabes no período temporão, assinala-se que os #registro anteriores e posteriores de Salmanasar III sobre a campanha da guerra em Damasco e o Corán no 841 a. C., ou após a rendição da Terceira Rebelião aramea de Barad no 805 a. C., não estão presentes ou A conclusão árabe, a sua entender, é que não tinha presença árabe em Damasco durante o século IX a.c.
O carácter de Gindibu na batalha estava longe do foco de sua vida regular, e a tribo de Gindibu encontrava-se predominantemente na região do norte de Arabia, na região de Wadi Sirhan, ao norte da Península Arábiga ao oeste de Mesopotamia, ou na actual Jordânia. E seus laços com os exércitos israelitas e o rei Ajab de Israel refletem interesses económicos, particularmente no comércio, e têm estado preocupados por estes interesses como resultado do fortalecimento do terceiro comércio de Shalman na área ocidental do céu. Estima que inclusive se seu camelo de 1,000 fosse um exagero típico para tais situações, Provavelmente refletiu seu estado significativo e em massa Iene ganhou um líder regional influente.
A investigação de Jan Rest sobre o mesmo tema também aponta ao área de Wadi Sirhan como a fonte do assento estimado de Gindibu e inclusive o foca no oásis na região do Azarek. No contexto dos poucos detalhes conhecidos de Gindibu, os camelos queriam ser analisados em lápidas e relevos asirios. Segundo ele, a descrição mais adequada do camelo de Gindibu se encontra nos relevos de bronze na cidade de Emgar-Anilil (hoje em dia Belawat) que representa uma batalha no norte de Síria no ano 858 a.c. Esta condução implica o uso do camelo como um meio comercial e não de combate (onde a cadeira de montar está montada no centro da importuna e permite disparar setas enquanto se conduz). Sobre esta base, pensou-se que o papel de Gindibu foi em grande parte logístico e que em realidade não teria participado no combate.
Em qualquer caso, o surgimento documentado de Gindibu foi o início para os numerosos aparecimentos do povo árabe nos textos asirios e babilonios de mediados do século IX a. C. por causa do atrito que estes impérios tinham em toda a região árabe de Soro.